# Innocence Ntap Ndiaye
Pour les articles homonymes, voir Ndiaye.
Innocence Ntap Ndiaye, née le 6 novembre 1961 à Dakar (Sénégal), est une femme d'État sénégalaise, présidente du Haut Conseil de dialogue social (HCDS) depuis 2014.
Elle est d'abord ministre de la Fonction publique, du Travail et des Organisations professionnelles de 2007 à 2009, puis ministre d'État chargée des affaires sociales sous le gouvernement de Abdoulaye Wade. Elle est le premier ministre d’un gouvernement sénégalais à organiser des élections de représentativité en 2011. 
En 2014, elle est nommée présidente du Haut conseil de dialogue social (HCDS) par le chef de l’État, Macky Sall. Elle occupe toujours ce poste.

## Biographie
Innocence Ntap Ndiaye naît le 6 novembre 1961 à Dakar, au Sénégal. Elle est originaire de Ziguinchor.

### Formation et carrière professionnelle
Innoncence Ntap Ndiaye est juriste de formation, elle fait ses études secondaires au lycée Van Vollenhoven (aujourd'hui Lamine Guèye) de Dakar. Elle obtient en 1978 son diplôme de fin d’études moyennes (Dfem) puis, en 1982, son bac en philosophie et lettres, série A2. Excellente élève, elle s’illustre durant sa scolarité en étant doublement lauréate du Concours général, options philosophie et portugais. Elle fréquente par la suite l’université Cheikh-Anta-Diop de Dakar, où elle obtient une maîtrise en sciences juridique, droit public et relations internationales. Entre 1987 et 1989, elle poursuit ses études avec un troisième cycle de droit public.
Entre 1991 et 2002, Innocence Ntap occupe de nombreux postes de cadre administratif au service des affaires juridiques, notamment à la sénégalaise des eaux en tant que chef de la division juridique et contentieux. En 1997, elle part en Côte d'Ivoire où elle occupera le poste d’assistante juridique au Conseil juridique et contentieux du groupe SODECI/CIE, puis assistante juridique à la Sigec, deux différentes filiales du groupe français Bouygues pour le pôle régional Afrique de l’Ouest. Elle revient au Sénégal en 2002.

### Vie privée
Innocence Ntap Ndiaye appartient à l’ethnie mancagne dont elle parle la langue, ainsi que six autres langues dont le français, l’anglais, le portugais et le créole portugais. Elle est mariée et mère de trois enfants. Ntap Ndiaye milite à la sous-section Pds du quartier Tilène, de la ville de Ziguinchor, d'où sont originaires ses parents. Les témoignages de ses proches la décrivent « comme une femme qui n’est pas adepte de la langue de bois, prête à dire la vérité à n’importe qui, devant n’importe quelle situation ». 

## Carrière politique
Militante active pour la paix en Casamance, elle est membre en 1995 du Comité de gestion de la paix en Casamance crée par l’ancien Premier ministre Habib Thiam. Elle est également une ancienne membre du Comité directeur de l’Alliance des forces de progrès de Moustapha Niasse. Elle quittera cette formation politique le 17 mars 2005, pour rejoindre le Parti démocratique sénégalais aux côtés d'Abdoulaye Wade, puis finalement l'Alliance pour la République (APR) en 2014.
Le 19 juin 2007, elle est nommée ministre de la fonction publique, du travail et des organisations professionnelles, puis le 3 novembre 2008, ministre d’État tout en gardant son portefeuille de ministre de la Fonction publique, de l’emploi, du travail et des organisations professionnelles sous le gouvernement d'Abdoulaye Wade.
En avril 2009, elle est élue 6e adjointe au Maire de Ziguinchor, Abdoulaye Baldé. Par la suite, bien que membre du Comité directeur du Parti démocratique sénégalais, elle ne fera pas partie du gouvernement dirigé par Souleymane Ndéné Ndiaye  Elle fait rapidement son retour dans l’appareil d’État, comme ministre d’État chargée des affaires sociales le jeudi 6 août 2009.
À la suite de la victoire de Macky Sall durant l'élection présidentielle sénégalaise de 2012, Innocence Ntap Ndiaye rejoint le parti politique Alliance pour la République (APR) en 2014. Ce changement de formation politique est critiqué par l'opinion qui parle de « transhumance » des anciens membres du gouvernement, rejoignant l'APR par intérêt. Elle préfère parler de « transfert de compétences ».La même année, elle est nommée présidente du Haut Conseil de dialogue social (HCDS) par le nouveau chef de l’État, Macky Sall. C'est depuis l'interlocuteur privilégié avec le G7, et sur de nombreux sujets internationaux.